# تيم وايت (حكم)
تيم وايت (بالإنجليزية: Tim White)‏ (25 مارس 1954م)، حكم مصارعة محترفة أمريكي كان يعمل في مهنه التحكيم منذ عقدي 1980م و1990م.

## روابط خارجية
- تيم وايت على موقع IMDb (الإنجليزية)